# Grudzień 2010

## 28 grudnia
- Michaił Miasnikowicz został mianowany nowym premierem Białorusi (gazeta.pl).

## 27 grudnia
- Michaił Chodorkowski i Płaton Liebiediew zostali przez sąd w Moskwie uznani za winnych przywłaszczenia 218 mln ton ropy naftowej. (gazeta.pl)

## 26 grudnia
- W wieku 88 lat zmarł w Stanach Zjednoczonych, były prezydent Wenezueli Carlos Andrés Pérez. (gazeta.pl)
- Polski astronom amator Michał Kusiak odkrył dwutysięczną kometę, SOHO-2000, w ramach projektu SOHO (SOHO/LASCO)

## 22 grudnia
- O godzinie 00:38 rozpoczęła się astronomiczna zima. (naukawpolsce.pap.pl)
- Były prezydent Argentyny Jorge Rafael Videla został skazany na karę dożywotniego więzienia za zbrodnie przeciw ludzkości. (tvn24)

## 21 grudnia
- Nastąpiło całkowite zaćmienie księżyca, które po raz pierwszy od 1638 roku i po raz drugi w naszej erze przypadło w okresie przesilenia zimowego (tvn24.pl)
- Premier Czarnogóry Milo Đukanović zrezygnował z urzędu (pap.pl)
- W wieku 80 lat zmarł Zdzisław Niedziela, polski koszykarz i trener, trzykrotny brązowy medalista Mistrzostw Polski w koszykówce mężczyzn (www.sportowefakty.pl)

## 19 grudnia
- W zawodach Pucharu Świata w Engelbergu Adam Małysz zajął 3. miejsce, Stefan Hula – siódme, a Kamil Stoch – dziewiąte. (sport.gadu-gadu.pl)
- Na Białorusi odbyły się wybory prezydenckie (newsweek.pl)

## 18 grudnia
- Justyna Kowalczyk zajęła 2. miejsce w biegu ze startu masowego na dystansie 15 km we francuskim La Clusaz. (sport.gadu-gadu.pl)
- Zmarła Jacqueline de Romilly, francuska filolog klasyczna, pierwsza kobieta – profesor Collège de France (france2.fr)

## 17 grudnia
- W wieku 69 lat zmarł Captain Beefheart, amerykański artysta muzyczny. onet.pl

## 16 grudnia
- Po 33 latach lotu sonda kosmiczna Voyager 1 osiągnęła granice Układu Słonecznego (newsweek.pl)

## 15 grudnia
- Kubański opozycjonista Guillermo Fariñas, laureat Nagrody Sacharowa za 2010 rok, nie dostał zgody na opuszczenie kraju i nie dotarł na uroczystość wręczenia nagrody. (europarl.europa.eu)
- W wieku 88 lat zmarł Blake Edwards, amerykański reżyser filmowy. (rp.pl)

## 14 grudnia
- Na Białorusi rozpoczęło się przedterminowe głosowanie w wyborach prezydenckich (rp.pl)
- We Włoszech odbyło się głosowanie nad votum nieufności dla premiera Silvio Berlusconiego, który dzięki przewadze trzech głosów pozostał na stanowisku (rp.pl)
- Betlejemskie Światło Pokoju po raz dwudziesty dotarło do Polski. (rp.pl)

## 12 grudnia
- W Kosowie odbyły się pierwsze wybory parlamentarne po proklamowaniu niepodległości (BBC News)

## 10 grudnia
- Były premier Chorwacji Ivo Sanader został aresztowany w związku z zarzutami korupcyjnymi. (BBC News)
- W Sztokholmie i Oslo odbyły się ceremonie wręczenia nagród Nobla. W uroczystości nie wziął udziału laureat Pokojowej Nagrody Nobla Liu Xiaobo. (BBC News)
- W wieku 69 lat zmarł Richard Holbrooke, amerykański dyplomata. (PAP)

## 9 grudnia
- Na terytorium Węgier w Lesie Bakońskim i nad Balatonem przeszedł huragan. (gazeta.pl)
- W Czechach rozpoczął się strajk generalny pracowników sektora publicznego. (rp.pl)
- Z powodu powodzi zamknięto Kanał Panamski. (wnp.pl)

## 7 grudnia
- Julian Assange, twórca WikiLeaks, został zatrzymany przez policję w Wielkiej Brytanii. (gazeta.pl)

## 4 grudnia
- W Hiszpanii wprowadzono stan wyjątkowy. (polskieradio.pl)
- Film Autor widmo zdobył najwięcej tegorocznych Europejskich Nagród Filmowych. (filmweb.pl)

## 3 grudnia
- Amerykański wahadłowiec kosmiczny Boeing X-37 powrócił na ziemię po pierwszym locie orbitalnym (boeing.com)